# Nuevitas
Nuevitas este un oraș din provincia Camagüey, Cuba.